# Catherine Schell
Catherine Schell (Boedapest, 17 juli 1944) is een Britse actrice van Hongaarse afkomst.

## Biografie
Schell werd geboren als Katherina Freiin Schell von Bauschlott op 17 juli 1944 in Boedapest als dochter van baron Pál Schell von Bauschlott, een Hongaarse diplomaat. Nadat de communisten in 1948 de macht overnamen in Hongarije, vroeg het gezin asiel aan in Oostenrijk. In 1950 emigreerden ze naar de Verenigde Staten, waar haar vader het Amerikaans staatsburgerschap verkreeg. Schell liep er school op Staten Island. In 1957 verhuisde het gezin naar München waar ze een acteeropleiding volgde.
Ze maakte haar acteerdebuut in 1964 in de Duitstalige film Lana - Königin der Amazonen. In 1969 speelde ze een bondgirl in de film On Her Majesty's Secret Service. Andere bekende films waarin ze te zien was, waren de komedies The Return of the Pink Panther uit 1975 en The Prisoner of Zenda uit 1979, beide met Peter Sellers in de hoofdrol.
Gedurende een groot deel van haar carrière speelde Schell in Britse televisieseries. Ze had vaste rollen in The Adventurer, Looking For Clancy, One by One, Mog en Wish Me Luck, naast vele gastoptredens in series zoals The Persuaders, The Troubleshooters, Arthur of the Britons, Return of the Saint, The Sweeney, The Onedin Line, The Gentle Touch, Lovejoy, Bergerac, The Bill, Howards' Way en The Search for the Nile. Schell had een gastrol in het eerste seizoen van de sciencefictionserie Space: 1999 en keerde terug in het tweede seizoen van de serie als het vaste personage Maya.
Van 1968 tot 1977 was ze getrouwd met acteur William Marlowe. Na haar scheiding trouwde ze in 1982 met regisseur Bill Hays. 
In het midden van de jaren negentig stopte ze met acteren en opende ze een B&B in het Franse Bonneval, dat een populaire bestemming zou worden voor fans van Space: 1999. Naar verluidt verkocht ze de B&B na de dood van haar tweede echtgenoot in 2006.
In 2020 hernam ze haar acteercarrière voor een gastrol in de BBC One/Netflix-serie Dracula. In 2022 had ze een rol in de komische horrorfilm The Munsters.